# 磯部村 (三重県)
磯部村（いそべむら）は三重県志摩郡にあった村。現在の志摩市磯部町各大字の東端・西端を除く区域にあたる。

## 地理
- 海洋：的矢湾、伊雑ノ浦
- 山岳：青峰山、浅間山、和合山、高峠山、京路山、島路山
- 河川：神路川、野川、池田川

## 歴史
- 1889年（明治22年）4月1日 - 町村制の施行により、上之郷村・下之郷村・飯浜村・山田村・沓掛村・五知村・迫間村・築地村・恵利原村・穴川村・坂崎村の区域をもって答志郡磯部村が発足。
- 1896年（明治29年）4月1日 - 郡の統合により所属郡が志摩郡に変更[1]。
- 1951年（昭和26年）11月24日 - 昭和天皇が磯部小学校に行幸（昭和天皇の戦後巡幸）[2]。
- 1955年（昭和30年）2月11日 - 度会郡神原村の一部（大字栗木広・檜山・山原）を編入。即日的矢村と合併して磯部町が発足。同日磯部村廃止。

## 経済

### 産業
農業
『大日本篤農家名鑑』によれば磯部村の篤農家は、「坂本庄太郎、畑春吉、山下健太郎、中野作蔵、畑文七、作田粂之丞、中山荻太、向井文三郎、平石亀松、谷口角太郎、向井亮治、森久吉」などがいた。

## 地域
学校
- 三重県志摩高等学校北校舎
- 磯部村立磯部中学校
- 磯部村立磯部小学校
  - 五知分校
  - 伊雑分校
  - 築地分校
  - 飯浜分校
  - 坂崎分校

公的機関
- 磯部郵便局
- 磯部村立図書館

## 行政
磯部村役場は当初、恵利原に置かれ、後に迫間4番地（後の志摩市磯部郷土資料館所在地）に移転した。村役場は磯部町発足後7か月間町役場として利用された後に公民館となり、1988年（昭和63年）に取り壊されるまで存在した。

### 歴代村長
『磯部郷土史』による。
| 代 | 村長         | 任期               |
| -- | ------------ | ------------------ |
| 1  | 坂本蝶右衛門 | 1889年4月1日 - ??  |
| 2  | 谷吉之助     |                    |
| 3  | 橋本清六     |                    |
| 4  | 西村源之助   |                    |
| 5  | 谷崎鹿之助   |                    |
| 6  | 西村源之助   |                    |
| 7  | 坂本楠蔵     |                    |
| 8  | 坂本庄太郎   |                    |
| 9  | 大崎千之丞   |                    |
| 10 | 坂本楠蔵     |                    |
| 11 | 職務管掌     |                    |
| 12 | 西岡敏助     |                    |
| 13 | 松本喜十郎   |                    |
| 14 | 坂井辰之助   |                    |
| 15 | 前田林蔵     |                    |
| 16 | 北山為之助   |                    |
| 17 | 大形良美     |                    |
| 18 | 谷崎幸夫     | ?? - 1955年2月10日 |

## 交通

### 鉄道路線
- 三重交通
  - 志摩線（現・近鉄志摩線）
    - 五知駅 - 沓掛駅 - 志摩磯部駅（現・上之郷駅） - 迫間駅（現・志摩磯部駅） - 穴川駅

### 船舶
- 渡鹿野航路（穴川 - 的矢 - 三ヶ所 - 渡鹿野）

### 道路
- 国道167号

## 名所・旧跡・観光スポット・祭事・催事
- 伊雑宮
  - 磯部の御神田
- 佐美長神社
- 磯部神社
- 安国寺
- 福寿寺
- 恵利原の水穴
- 鸚鵡岩
- 恵利原早餅つき
- 旅館中六
- 川梅旅館